# Tradicijska okućnica u Posavskim Bregima (Katanci)
Tradicijska okućnica u Posavskim Bregima (Katanci), zgrada u mjestu Posavski Bregi i gradu Ivanić-Grad, zaštićeno kulturno dobro.

## Opis
Na okućnici se nalazi kuća “čardak”, tri gospodarske zgrade i dva bunara te stare sorte voćarica. Zgrade su izvedene na tradicijski način i od tradicijskoga materijala. U svakoj od njih očuvan je veći broj pripadajućih predmeta vezanih na gospodarenje i život velike seoske obitelji.

## Zaštita
Pod oznakom Z-4739 zaveden je kao nepokretno kulturno dobro - pojedinačno, pravna statusa zaštićena kulturnog dobra.